# Tề Mẫn vương
Tề Mẫn vương (chữ Hán: 齊湣王, trị vì 300 TCN-284 TCN hay 324 TCN-284 TCN), tên thật là Điền Địa (田地), là vị vua thứ sáu của nước Điền Tề - chư hầu nhà Chu trong lịch sử Trung Quốc.

## Niên đại
Ông là con trai duy nhất của Tề Tuyên vương và Chung Vô Diệm, vua thứ năm của nước Điền Tề.
Sử sách đề cập niên đại của Tề Mẫn vương khác nhau. Sử ký, một trong những bộ sử cổ nhất xác định thời gian làm vua của ông là 41 năm, từ 324 TCN-284 TCN, trong khi Tư trị thông giám của Tư Mã Quang ra đời sau đó hơn 1000 năm xác định ông chỉ ở ngôi 17 năm, từ 300 TCN-284 TCN. Vì vậy theo Sử ký, có một số sự kiện trong thời gian 324 TCN - 301 TCN thuộc về Tề Mẫn vương chứ không phải vua cha Tề Tuyên vương.

## Quan hệ với chư hầu
Năm 298 TCN, tướng quốc nước Tề là Mạnh Thường quân (298 - 286 TCN) khởi xướng hợp tung, liên minh với nước Hàn và nước Ngụy. Quân ba nước cùng tiến đến Hàm Cốc quan, thu được thắng lợi. Sang năm 297 TCN, quân ba nước lại đánh bại quân Tần lần thứ hai. Đến năm 296 TCN, Mạnh Thường quân lại chỉ huy liên quân đánh tới Hàm Cốc quan lần thứ hai, chiếm được thành Diêm Thị. Tần Chiêu Tương vương sau nhiều thất bại liên tiếp phải cầu hòa, trả lại đất cho Hàn, Ngụy.
Để phá hợp tung, Tần Chiêu Tương vương lại sai sứ sang đề nghị Tần và Tề cùng xưng đế. Hai bên giao ước vua Tần xưng làm Tây Đế, vua Tề xưng làm Đông Đế, và cùng mang quân tấn công nước Triệu nằm giữa cũng trở nên lớn mạnh khi vừa tiêu diệt Trung Sơn. Biện sĩ Tô Tần muốn làm yếu nước Tề, tìm cách phá việc liên hoành giữa Tề và Tần, ngăn cản hai nước xưng đế.
Năm 288 TCN, Tô Tần sang nước Tề, chỉ ra cho Tề Mẫn vương thấy rằng nếu cùng xưng đế với Tần thì các nước chỉ tôn trọng Tần mà không tôn trọng Tề, nếu bỏ đế hiệu thì các nước sẽ cảm tình với Tề mà ghét Tần, vì vậy Mẫn vương quyết định bỏ đế hiệu. Đồng thời Tô Tần khuyên Mẫn vương nên đánh nước Tống thay vì đánh Triệu. Sau khi nước Tề bỏ đế hiệu, vua Tần cũng buộc phải bỏ đế hiệu vào tháng 12 năm 288 TCN.
Tề Mẫn vương liên minh với nước Triệu, Hàn, Ngụy và Yên cùng hợp tung chống Tần.. Tuy nhiên, liên quân chưa kịp tấn công Tần thì giải tán.
Năm 286 TCN, Tống Khang vương lấn đất của cả Ngụy, Sở và Tề, Tề Mẫn vương kêu gọi Sở, Ngụy liên minh cùng nhau đánh Tống. Quân ba nước đánh bại giết chết vua Tống là Khang vương, chia lãnh thổ Tống làm ba. Từ đó Tề Mẫn vương sinh ra kiêu ngạo, đuổi Mạnh Thường quân khỏi nước Tề.

## Mất nước
Thấy Tề Mẫn Vương mạnh nhưng tàn bạo, Yên Chiêu vương bàn với Nhạc Nghị việc đánh Tề. Nhạc Nghị khuyên Yên Chiêu vương liên minh với các nước khác. Chiêu vương nghe theo. Bấy giờ Ngụy và Sở đang tranh chấp đất Tống với Tề nên đem quân hợp sức với Yên. Yên còn nhờ nước Triệu sang liên lạc với Tần.
Yên Chiêu Vương bèn sai Nhạc Nghị làm thượng tướng quân cùng với các nước đi đánh Tề. Năm 285 TCN, liên quân đánh bại quân Tề ở Tế Tây. Quân chư hầu bãi binh rút về nhưng quân của Yên dưới quyền Nhạc Nghị vẫn đuổi theo đến Lâm Tri, chiếm 70 thành của Tề, chỉ còn Cử thành và Tức Mặc chưa bị chiếm. Tề Mẫn vương chạy sang nước Vệ. Vệ Tự quân tiếp đãi cung kính, xưng thần, nhưng Tề Mẫn vương lại tỏ ra kiêu ngạo, coi thường vua Vệ. Vì vậy người nước Vệ tức giận muốn đánh vua Tề. Tề Mẫn vương phải chạy vào Cử thành, cầu cứu nước Sở. Sở Khoảnh Tương vương sai Náo Xỉ đem quân giúp Tề với điều kiện trao đổi là đất Hoài Bắc mà Tề đã đoạt từ tay Sở. Lúc Náo Xỉ dẫn quân vào Cử thành đã kể tội Tề Mẫn vương vô đạo, rút gân chân để cho chết.
Người nước Tề căm giận Náo Xỉ, bèn họp nhau vào thành giết chết, rồi lập thái tử Pháp Chương lên ngôi, tức Tề Tương vương. Ba năm sau, nước Tề mới được khôi phục.